# Konstantin Dumba

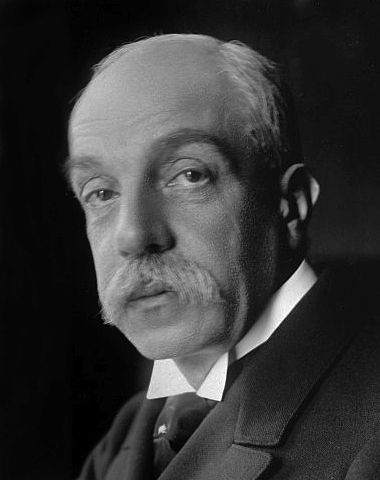
Dr. Konstantin Dumba

Konstantin Theodor Dumba (vanaf 1917: Konstantin Theodor Graf von Dumba) (Wenen 17 juni 1856 - Bodensdorf 6 januari 1947), was een Oostenrijk-Hongaars diplomaat en pacifist.

## Biografie

### Achtergrond, opleiding en vroege carrière
Konstantin Dumba werd op 17 juni 1856 in Wenen geboren als zoon van Nikolaus Dumba (1830-1900), een rijk zakenman wiens ouders afkomstig waren uit Vlasti in Noord-Griekenland en zich in 1817 in Wenen vestigden. Nikolaus Dumba die rijk geworden was met zijn katoenfabrieken liet een stadspaleis in Wenen bouwen en bezat een van de grootste muziekverzamelingen ter wereld. Nikolaus Dumba financierde ook voor een deel de uitbreiding van de Grieks-orthodoxe Kerk in Wenen. Vanwege zijn verdiensten werd Nikolaus Dumba in de persoonlijke adel verheven.
Konstantin Dumba studeerde rechten en trad na zijn promotie in 1879 in diplomatieke dienst. Op 4 december 1895 werd Dumba bevorderd tot legatieraad 1e klasse en op 10 december van dat jaar werd hij ambassadeur van Oostenrijk-Hongarije in Parijs. Van 1903 tot 1905 was hij k.u.k. gezant te Belgrado.

### Ambassadeurin deVerenigde Staten van Amerika
Konstantin Dumba werd op 4 maart 1913 benoemd tot ambassadeur van de Dubbelmonarchie in de Verenigde Staten van Amerika. Hij volgde hiermee Ladislaus Hengelmüller von Hengervárs als ambassadeur. Hengelmüller was jarenlang ambassadeur in Washington geweest en populair in de societykringen van de Amerikaanse hoofdstad.
Tijdens de eerste twee jaren van zijn ambassadeurschap gebeurde er feitelijk niets. Weliswaar was in augustus 1914 de Eerste Wereldoorlog uitgebroken, maar de VS waren in dat stadium nog neutraal. In 1915 werd het echter duidelijk dat Dumba betrokken was bij spionage in de neutrale VS. Samen met andere diplomaten van de Centrale mogendheden als Franz von Papen en Karl Boy-Ed werd Dumba eind 1915 als persona non grata bestempeld en moest hij de Verenigde Staten verlaten.
Kort na zijn terugkeer in Oostenrijk werd hij in de adel verheven (Graf von) en in 1917 werd hij gepensioneerd. In datzelfde jaar werd hij voorzitter van de Österreichischen Völkerbundliga. In 1932 publiceerde hij zijn memoires.
Konstantin Graf von Dumba overleed op 90-jarige leeftijd, op 6 januari 1947 in Bodensdorf, Steindorf am Ossiacher See, Karinthië.

## Trivia
- In Amerika stond hij bekend als Doctor Dumba.

## Werken
- Zehn Jahre Völkerbund, 1930
- Dreibund und Ententepolitik, 1931
- Austria-Hungary and the War, New York 1915 (samen met Albert Apponyi, Ladislaus Hengelmüller von Hengervár en Alexander Nuber)
- Memoirs of a Diplomat, 1932.

## Verwijzing
1. ↑  In werkelijkheid ging het om het ronselen van Amerikaanse staatsburgers voor inlichtingen en het infiltreren in de radicale vakbeweging